# 지미 윈스턴
지미 윈스턴(Jimmy Winston, 1945년 4월 20일 ~ 2020년 9월 26일)는 영국의 음악가이자 배우였다. 그는 스몰 페이시스의 오리지널 키보드 연주자였다. 윈스턴은 이전에 제임스 무디라는 예명으로 활동한 적이 있는 것으로 보인다.